# Jerzy Dobrzycki

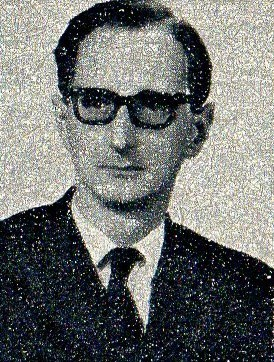
Jerzy Dobrzycki

Jerzy Dobrzycki (* 8. April 1927 in Poznań, Zweite Polnische Republik; † 1. Februar 2004) war ein polnischer Astronom und Entdecker eines Asteroiden.
Als jüngster von sechs Brüdern zog er 1939 nach dem Überfall auf Polen nach Piotrków Trybunalski im damaligen Generalgouvernement, wo er seine Hochschulausbildung im Versteck fortsetzte. Nachdem er im April 1945 die Abiturprüfung in Łódź bestanden hatte, wurde er zum Astronomiekurs an der Fakultät für Mathematik und Naturwissenschaften der Adam-Mickiewicz-Universität Posen zugelassen.
Nach seinem Abschluss 1951 spezialisierte er sich auf Astrometrie und Geodäsie. Für die Promotion begann er das Studium der Geschichte der Astronomie in Polen. Von 1976 bis 1997 unterrichtete er Wissenschaftsgeschichte am Institut für Geschichte der Universität Warschau.
Er ist Träger des Orden Polonia Restituta (1983 als Ritterkreuz, 2003 mit Komtur).

## Entdeckte Asteroiden
| Asteroid        | Asteroidentyp            | Entdeckungsdatum                       | Provisorische Bezeichnung(en)                                                                        |
| --------------- | ------------------------ | -------------------------------------- | --- |
| (1572) Posnania | Äußerer Asteroidengürtel | 22. September 1949 (mit Andrzej Kwiek) | 1949 SC; 1929 CJ; 1933 WN; 1933 YB; 1938 QH; 1949 QE2; 1949 TD; 1949 YK; 1951 AO1; 1952 FN1; A908 EC |